# Новосвітська селищна рада (Судак)
Новосві́тська се́лищна ра́да — адміністративно-територіальна одиниця та орган місцевого самоврядування у складі Судацької міської ради Автономної Республіки Крим. Адміністративний центр — селище міського типу Новий Світ.

## Загальні відомості
- Населення ради: 1 095 осіб (станом на 1 січня 2011 року)

## Населені пункти
Селищній раді підпорядковані населені пункти:
- смт Новий Світ

## Склад ради
Рада складається з 15 депутатів та голови.
- Голова ради: Пугачов Олексій Петровіч
- Секретар ради: Петренко Марина Анатолівна

### Керівний склад попередніх скликань
| Прізвище, ім'я, по батькові  | Основні відомості                                                        | Дата обрання | Дата звільнення |
| ---------------------------- | ------------------------------------------------------------------------ | ------------ | --------------- |
| Пинниця Володимир Іванович   | Селищний голова, 1953 року народження, безпартійний                      | 26.03.2006   | 14.02.2008      |
| Аверічев Андрій Анатолійович | Селищний голова, 1974 року народження, член Партії регіонів              | 30.11.2008   | 31.10.2010      |
| Пугачов Олексій Петровіч     | Селищний голова, 1960 року народження, освіта вища, член Партії регіонів | 31.10.2010   |                 |

Примітка: таблиця складена за даними сайту Верховної Ради України

### Депутати
За результатами місцевих виборів 2010 року депутатами ради стали:

#### За суб'єктами висування
| Суб'єкт висування | Кількість обраних депутатів | %    |
| ----------------- | --------------------------- | ---- |
| Партія регіонів   | 14                          | 87,5 |
| Самовисування     | 2                           | 12,5 |

#### За округами
| № округу        | Прізвище, ім'я, по батькові     | Дата визнання обраним | Освіта  | Партійна приналежність | Відомості про обраного депутата              |
| --------------- | ------------------------------- | --------------------- | ------- | ---------------------- | -------------------------------------------- |
| Партія регіонів |                                 |                       |         |                        |                                              |
| 1               | Старик Володимир Іванович       | 05.11.2010            | вища    | позапартійний          | тимчасово не працює                          |
| 2               | Петренко Марина Анатоліївна     | 05.11.2010            | вища    | позапартійна           | Новосвітська селищна рада, секретар          |
| 4               | Настич Анатолій Васильович      | 14.11.2010            | вища    | член Партії регіонів   | ДП "ЗШВ «Новий Світ», начальник участку      |
| 5               | Довгун Андрій Михайлович        | 05.11.2010            | вища    | член Партії регіонів   | КП "КА"Новий Світ", заступник директора      |
| 6               | Пономаренко Олександр Юрійович  | 05.11.2010            | середня | член Партії регіонів   | тимчасово не працює                          |
| 8               | Берчук Ілля Володимирович       | 05.11.2010            | вища    | позапартійний          | приватний підприємець                        |
| 9               | Череучук Анатолій Іоанович      | 05.11.2010            | середня | член Партії регіонів   | приватний підприємець                        |
| 10              | Алієв Ідаят Гасанага            | 05.11.2010            | середня | позапартійний          | тимчасово не працює                          |
| 11              | Бірін Сергій Петрович           | 05.11.2010            | середня | член Партії регіонів   | приватний підприємець                        |
| 12              | Тагіров Рінат Зуфарович         | 05.11.2010            | вища    | член Партії регіонів   | ДП "ЗШВ «Новий Світ», начальник ЕЕВ          |
| 13              | Калієвська Тетяна Володимирівна | 05.11.2010            | вища    | член Партії регіонів   | ДП "ЗШВ «Новий Світ», робоча                 |
| 14              | Буряк Володимир Анатолійович    | 05.11.2010            | вища    | член Партії регіонів   | ДП "ЗШВ «Новий Світ», головний інженер       |
| 15              | Аверічев Андрій Анатолійович    | 05.11.2010            | вища    | член Партії регіонів   | Новосвітська селищна рада, голова            |
| 16              | Дяків Сергій Васильович         | 05.11.2010            | вища    | член Партії регіонів   | ДП "ЗШВ «Новий Світ», водій                  |
| Самовисування   |                                 |                       |         |                        |                                              |
| 3               | Єрмаков Олександр Леонідович    | 05.11.2010            | вища    | член Партії регіонів   | приватний підприємець                        |
| 7               | Міклашевич В'ячеслав Вікторович | 05.11.2010            | вища    | позапартійний          | НВПФ"Комп'ютерні мережі", технічний директор |